# Élections départementales de 2015 dans la Mayenne
Les élections départementales ont lieu les 22 et 29 mars 2015.

## Contexte départemental

### Assemblée départementale sortante
Avant les élections, le conseil général de la Mayenne est présidé par Olivier Richefou (UDI). Il comprend 32 conseillers généraux issus des 32 cantons de la Mayenne. Après le redécoupage cantonal de 2014, ce sont 34 conseillers départementaux qui seront élus au sein des 17 nouveaux cantons de la Mayenne.
| Parti                                | Sigle | Sigle | Élus |
| ------------------------------------ | ----- | ----- | ---- |
| Majorité (26 sièges)                 |       |       |      |
| Divers droite                        |       | DVD   | 13   |
| Union des démocrates et indépendants |       | UDI   | 7    |
| Union pour un mouvement populaire    |       | UMP   | 5    |
| Debout la France                     |       | DLF   | 1    |
| Opposition (6 sièges)                |       |       |      |
| Divers gauche                        |       | DVG   | 3    |
| Parti socialiste                     |       | PS    | 2    |
| Europe Écologie Les Verts            |       | EÉLV  | 1    |
| Président du conseil général         |       |       |      |
| Olivier Richefou (UDI)               |       |       |      |

### Assemblée départementale élue
| Parti                                | Sigle | Sigle | Élus |
| ------------------------------------ | ----- | ----- | ---- |
| Majorité (30 sièges)                 |       |       |      |
| Union des démocrates et indépendants |       | UDI   | 11   |
| Divers droite                        |       | DVD   | 10   |
| Union pour un mouvement populaire    |       | UMP   | 9    |
| Opposition (4 sièges)                |       |       |      |
| Divers gauche                        |       | DVG   | 2    |
| Parti socialiste                     |       | PS    | 2    |
| Président du conseil départemental   |       |       |      |
| Olivier Richefou (UDI)               |       |       |      |

## Résultats à l'échelle du département

### Résultats par nuances du ministère de l'Intérieur
Les nuances utilisées par le ministère de l'Intérieur ne tiennent pas compte des alliances locales.
| Binômes     | Binômes            | Premier tour | Premier tour | Second tour | Second tour | Sièges |
| Binômes     | Binômes            | Voix         | %            | Voix        | %           | Sièges |
| ----------- | ------------------ | ------------ | ------------ | ----------- | ----------- | ------ |
|             | Union de la droite | 39 671       | 37,67        | 39 846      | 49,29       | 24     |
|             | DVD                | 15 741       | 14,95        | 14 842      | 18,36       | 6      |
|             | UC                 | 833          | 0,79         |             |             |        |
| Droite      | Droite             | 56 245       | 53,41        | 54 688      | 67,65       | 30     |
|             |                    |              |              |             |             |        |
|             | Union de la gauche | 23 762       | 22,56        | 18 401      | 22,76       | 4      |
|             | FG                 | 4 462        | 4,24         |             |             |        |
| Gauche      | Gauche             | 28 224       | 26,80        | 18 401      | 22,76       | 4      |
|             |                    |              |              |             |             |        |
|             | FN                 | 20 747       | 19,70        | 7 750       | 9,59        | 0      |
|             |                    |              |              |             |             |        |
|             | Divers             | 96           | 0,09         |             |             |        |
|             |                    |              |              |             |             |        |
| Inscrits    | Inscrits           | 221 521      | 100,00       | 182 269     | 100,00      |        |
| Abstentions | Abstentions        | 109 055      | 49,23        | 92 999      | 51,02       |        |
| Votants     | Votants            | 112 466      | 50,77        | 89 270      | 48,98       |        |
| Blancs      | Blancs             | 4 838        | 4,30         | 5 721       | 6,41        |        |
| Nuls        | Nuls               | 2 316        | 2,06         | 2 710       | 3,04        |        |
| Exprimés    | Exprimés           | 105 312      | 93,64        | 80 839      | 90,56       |        |

### Résultats par canton
| Canton                | Conseiller sortant    | Parti               | Parti       | Conseiller élu      | Parti           | Parti           |
| --------------------- | --------------------- | ------------------- | ----------- | ------------------- | --------------- | --------------- |
| Ambrières-les-Vallées | Guy Ménard            |                     | DVD         | Canton supprimé     | Canton supprimé | Canton supprimé |
| Argentré              | Michel Ferron*        |                     | DVG         | Canton supprimé     | Canton supprimé | Canton supprimé |
| Azé                   | Canton créé           | Canton créé         | Canton créé | Valérie Hayer       |                 | UDI             |
| Azé                   | Canton créé           | Canton créé         | Canton créé | Michel Hervé        |                 | DVD             |
| Bais                  | Marie-Cécile Morice   |                     | UMP         | Canton supprimé     | Canton supprimé | Canton supprimé |
| Bierné                | Roger Guédon*         |                     | DVD         | Canton supprimé     | Canton supprimé | Canton supprimé |
| Bonchamp-lès-Laval    | Canton créé           | Canton créé         | Canton créé | Gwénaël Poisson     |                 | DVD             |
| Bonchamp-lès-Laval    | Canton créé           | Canton créé         | Canton créé | Sylvie Vielle       |                 | DVD             |
| Chailland             | Claude Tarlevé        |                     | UDI         | Canton supprimé     | Canton supprimé | Canton supprimé |
| Château-Gontier       | Canton créé           | Canton créé         | Canton créé | Odile Gohier        |                 | UDI             |
| Château-Gontier       | Canton créé           | Canton créé         | Canton créé | Philippe Henry      |                 | UDI             |
| Château-Gontier-Est   | Philippe Henry        |                     | UDI         | Canton supprimé     | Canton supprimé | Canton supprimé |
| Château-Gontier-Ouest | Jean Arthuis*         |                     | UDI         | Canton supprimé     | Canton supprimé | Canton supprimé |
| Cossé-le-Vivien       | Claude Boiteux*       |                     | DVD         | Élisabeth Doineau   |                 | UDI             |
| Cossé-le-Vivien       | Claude Boiteux*       | Christophe Langouët | DVD         |                     | DVD             |                 |
| Couptrain             | Jean Tonnellier*      |                     | DVD         | Canton supprimé     | Canton supprimé | Canton supprimé |
| Craon                 | Camille Besnier*      |                     | DVD         | Canton supprimé     | Canton supprimé | Canton supprimé |
| Ernée                 | Gilbert Dutertre*     |                     | UDI         | Jacqueline Arcanger |                 | DVD             |
| Ernée                 | Gilbert Dutertre*     | Claude Tarlevé      | UDI         |                     | UDI             |                 |
| Évron                 | Jean-Pierre Bourdin*  |                     | DVG         | Joël Balandraud     |                 | UDI             |
| Évron                 | Jean-Pierre Bourdin*  | Marie-Cécile Morice | DVG         |                     | UMP             |                 |
| Gorron                | Jean-Claude Giraud    |                     | DVD         | Jean-Marc Allain    |                 | DVD             |
| Gorron                | Jean-Claude Giraud    | Françoise Duchemin  | DVD         |                     | UDI             |                 |
| Grez-en-Bouère        | Norbert Bouvet        |                     | UMP         | Canton supprimé     | Canton supprimé | Canton supprimé |
| Le Horps              | Gérard Dujarrier      |                     | DVD         | Canton supprimé     | Canton supprimé | Canton supprimé |
| L'Huisserie           | Canton créé           | Canton créé         | Canton créé | Christian Briand    |                 | DVG             |
| L'Huisserie           | Canton créé           | Canton créé         | Canton créé | Christine Dubois    |                 | DVG             |
| Landivy               | Jean-Pierre Dupuis*   |                     | DVD         | Canton supprimé     | Canton supprimé | Canton supprimé |
| Lassay-les-Châteaux   | Jean-Michel Crinière  |                     | DVD         | Magali d'Argentre   |                 | DVD             |
| Lassay-les-Châteaux   | Jean-Michel Crinière  | Gérard Dujarrier    | DVD         |                     | DVD             |                 |
| Laval-Est             | Alain Guinoiseau      |                     | DLF         | Canton supprimé     | Canton supprimé | Canton supprimé |
| Laval-Nord-Est        | Olivier Richefou      |                     | UDI         | Canton supprimé     | Canton supprimé | Canton supprimé |
| Laval-Nord-Ouest      | Claude Gourvil        |                     | EÉLV        | Canton supprimé     | Canton supprimé | Canton supprimé |
| Laval-Saint-Nicolas   | Yan Kiessling*        |                     | PS          | Canton supprimé     | Canton supprimé | Canton supprimé |
| Laval-Sud-Ouest       | Jean-Christophe Boyer |                     | PS          | Canton supprimé     | Canton supprimé | Canton supprimé |
| Laval-1               | Canton créé           | Canton créé         | Canton créé | Xavier Dubourg      |                 | UDI             |
| Laval-1               | Canton créé           | Canton créé         | Canton créé | Chantal Grandiere   |                 | DVD             |
| Laval-2               | Canton créé           | Canton créé         | Canton créé | Alexandre Lanoë     |                 | UMP             |
| Laval-2               | Canton créé           | Canton créé         | Canton créé | Béatrice Mottier    |                 | UDI             |
| Laval-3               | Canton créé           | Canton créé         | Canton créé | Guillaume Garot     |                 | PS              |
| Laval-3               | Canton créé           | Canton créé         | Canton créé | Fabienne Germerie   |                 | PS              |
| Loiron                | Nicole Bouillon       |                     | DVD         | Nicole Bouillon     |                 | UMP             |
| Loiron                | Nicole Bouillon       | Louis Michel        | DVD         |                     | UDI             |                 |
| Mayenne               | Canton créé           | Canton créé         | Canton créé | Gérard Brodin       |                 | UMP             |
| Mayenne               | Canton créé           | Canton créé         | Canton créé | Patricia Gontier    |                 | UMP             |
| Mayenne-Est           | Grégory Heurtebize*   |                     | DVD         | Canton supprimé     | Canton supprimé | Canton supprimé |
| Mayenne-Ouest         | Michel Angot          |                     | DVG         | Canton supprimé     | Canton supprimé | Canton supprimé |
| Meslay-du-Maine       | Gérard Lochu*         |                     | UMP         | Norbert Bouvet      |                 | UMP             |
| Meslay-du-Maine       | Gérard Lochu*         | Julie Jean Ducoin   | UMP         |                     | UMP             |                 |
| Montsûrs              | Jean-Noël Ravé*       |                     | DVD         | Canton supprimé     | Canton supprimé | Canton supprimé |
| Pré-en-Pail           | Yves Cortès*          |                     | UMP         | Canton supprimé     | Canton supprimé | Canton supprimé |
| Saint-Aignan-sur-Roë  | Élisabeth Doineau     |                     | UDI         | Canton supprimé     | Canton supprimé | Canton supprimé |
| Saint-Berthevin       | Yannick Borde*        |                     | UDI         | Olivier Richefou    |                 | UDI             |
| Saint-Berthevin       | Yannick Borde*        | Corinne Segrétain   | UDI         |                     | DVD             |                 |
| Sainte-Suzanne        | Marc Bernier*         |                     | UMP         | Canton supprimé     | Canton supprimé | Canton supprimé |
| Villaines-la-Juhel    | Daniel Lenoir         |                     | DVD         | Christelle Auregan  |                 | UMP             |
| Villaines-la-Juhel    | Daniel Lenoir         | Daniel Lenoir       | DVD         |                     | UMP             |                 |

## Résultats par canton

### Canton d'Azé
| Candidats   | Candidats               | Partis      | Partis      | Premier tour | Premier tour |
| Candidats   | Candidats               | Partis      | Partis      | Voix         | %            |
| ----------- | ----------------------- | ----------- | ----------- | ------------ | ------------ |
| 1           | Valérie Hayer           |             | UDI         | 3 120        | 54,71        |
| 1           | Michel Hervé            |             | DVD         | 3 120        | 54,71        |
| 2           | Daniel Jamois           |             | DVG         | 1 148        | 20,13        |
| 2           | Marie-Noëlle Tribondeau |             | PS          | 1 148        | 20,13        |
| 3           | Déborah Bellanger       |             | FG          | 248          | 4,35         |
| 3           | Manuel Doumeau          |             | FG          | 248          | 4,35         |
| 4           | André Algrin            |             | FN          | 1 187        | 20,81        |
| 4           | Colette Bodereau        |             | FN          | 1 187        | 20,81        |
|             |                         |             |             |              |              |
| Inscrits    | Inscrits                | Inscrits    | Inscrits    | 12 091       | 100,00       |
| Abstentions | Abstentions             | Abstentions | Abstentions | 6 014        | 49,74        |
| Votants     | Votants                 | Votants     | Votants     | 6 077        | 50,26        |
| Blancs      | Blancs                  | Blancs      | Blancs      | 263          | 4,33         |
| Nuls        | Nuls                    | Nuls        | Nuls        | 111          | 1,83         |
| Exprimés    | Exprimés                | Exprimés    | Exprimés    | 5 703        | 93,85        |

### Canton de Bonchamp-lès-Laval
| Candidats   | Candidats              | Partis      | Partis      | Premier tour | Premier tour | Second tour | Second tour |
| Candidats   | Candidats              | Partis      | Partis      | Voix         | %            | Voix        | %           |
| ----------- | ---------------------- | ----------- | ----------- | ------------ | ------------ | ----------- | ----------- |
| 1           | Marie Duchet           |             | FN          | 1 063        | 19,35        |             |             |
| 1           | Damien Hameau-Brielles |             | FN          | 1 063        | 19,35        |             |             |
| 2           | Delphine Cornilleau    |             | FG          | 392          | 7,14         |             |             |
| 2           | Yoann Vigner           |             | FG          | 392          | 7,14         |             |             |
| 3           | Gwénaël Poisson        |             | DVD         | 2 781        | 50,62        | 3 306       | 65,78       |
| 3           | Sylvie Vielle          |             | DVD         | 2 781        | 50,62        | 3 306       | 65,78       |
| 4           | Jean-Louis Malassenet  |             | PS          | 1 258        | 22,90        | 1 720       | 34,22       |
| 4           | Marie-Odile Rouxel     |             | PS          | 1 258        | 22,90        | 1 720       | 34,22       |
|             |                        |             |             |              |              |             |             |
| Inscrits    | Inscrits               | Inscrits    | Inscrits    | 11 494       | 100,00       | 11 494      | 100,00      |
| Abstentions | Abstentions            | Abstentions | Abstentions | 5 637        | 49,04        | 6 010       | 52,29       |
| Votants     | Votants                | Votants     | Votants     | 5 857        | 50,96        | 5 484       | 47,71       |
| Blancs      | Blancs                 | Blancs      | Blancs      | 259          | 4,42         | 297         | 5,42        |
| Nuls        | Nuls                   | Nuls        | Nuls        | 104          | 1,78         | 161         | 2,94        |
| Exprimés    | Exprimés               | Exprimés    | Exprimés    | 5 494        | 93,8         | 5 026       | 91,65       |

### Canton de Château-Gontier
| Candidats   | Candidats          | Partis      | Partis      | Premier tour | Premier tour | Second tour | Second tour |
| Candidats   | Candidats          | Partis      | Partis      | Voix         | %            | Voix        | %           |
| ----------- | ------------------ | ----------- | ----------- | ------------ | ------------ | ----------- | ----------- |
| 1           | Erwan Le Gouellec  |             | FN          | 1 135        | 16,40        |             |             |
| 1           | Isabelle Le Lièvre |             | FN          | 1 135        | 16,40        |             |             |
| 2           | Odile Gohier       |             | UDI         | 3 713        | 53,65        | 4 604       | 74,41       |
| 2           | Philippe Henry     |             | UDI         | 3 713        | 53,65        | 4 604       | 74,41       |
| 3           | Maryline Buggin    |             | PS          | 1 205        | 17,41        | 1 583       | 25,59       |
| 3           | Yannick Ledroit    |             | PS          | 1 205        | 17,41        | 1 583       | 25,59       |
| 4           | Isabelle Brehin    |             | PCD         | 868          | 12,54        |             |             |
| 4           | Gonzague Meunier   |             | UMP         | 868          | 12,54        |             |             |
|             |                    |             |             |              |              |             |             |
| Inscrits    | Inscrits           | Inscrits    | Inscrits    | 15 087       | 100,00       | 15 087      | 100,00      |
| Abstentions | Abstentions        | Abstentions | Abstentions | 7 812        | 51,78        | 8 391       | 55,62       |
| Votants     | Votants            | Votants     | Votants     | 7 275        | 48,22        | 6 696       | 44,38       |
| Blancs      | Blancs             | Blancs      | Blancs      | 245          | 3,37         | 329         | 4,91        |
| Nuls        | Nuls               | Nuls        | Nuls        | 109          | 1,5          | 180         | 2,69        |
| Exprimés    | Exprimés           | Exprimés    | Exprimés    | 6 921        | 95,13        | 6 187       | 92,4        |

### Canton de Cossé-le-Vivien
| Candidats            | Candidats                       | Partis      | Partis      | Premier tour | Premier tour | Second tour | Second tour |
| Candidats            | Candidats                       | Partis      | Partis      | Voix         | %            | Voix        | %           |
| -------------------- | ------------------------------- | ----------- | ----------- | ------------ | ------------ | ----------- | ----------- |
| 1                    | Élisabeth Doineau*              |             | UDI         | 3 612        | 50,59        | 5 103       | 74,23       |
| 1                    | Christophe Langouet             |             | DVD         | 3 612        | 50,59        | 5 103       | 74,23       |
| 2                    | Marie-Christine de La Morinière |             | FN          | 1 541        | 21,58        | 1 772       | 25,77       |
| 2                    | Paul Le Morvan                  |             | FN          | 1 541        | 21,58        | 1 772       | 25,77       |
| 3                    | Monique Collet                  |             | DVG         | 967          | 13,54        |             |             |
| 3                    | Rachid Tijane                   |             | EÉLV        | 967          | 13,54        |             |             |
| 4                    | Richard Chamaret                |             | UMP         | 1 020        | 14,29        |             |             |
| 4                    | Nelly Gadbin                    |             | UMP         | 1 020        | 14,29        |             |             |
|                      |                                 |             |             |              |              |             |             |
| Inscrits             | Inscrits                        | Inscrits    | Inscrits    | 15 549       | 100,00       | 15 549      | 100,00      |
| Abstentions          | Abstentions                     | Abstentions | Abstentions | 7 994        | 51,41        | 8 167       | 52,52       |
| Votants              | Votants                         | Votants     | Votants     | 7 555        | 48,59        | 7 382       | 47,48       |
| Blancs               | Blancs                          | Blancs      | Blancs      | 306          | 4,05         | 368         | 4,99        |
| Nuls                 | Nuls                            | Nuls        | Nuls        | 109          | 1,44         | 139         | 1,88        |
| Exprimés             | Exprimés                        | Exprimés    | Exprimés    | 7 140        | 94,51        | 6 875       | 93,13       |
| * conseiller sortant |                                 |             |             |              |              |             |             |

### Canton d'Ernée
| Candidats            | Candidats           | Partis      | Partis      | Premier tour | Premier tour |
| Candidats            | Candidats           | Partis      | Partis      | Voix         | %            |
| -------------------- | ------------------- | ----------- | ----------- | ------------ | ------------ |
| 1                    | Christian Quinton   |             | EÉLV        | 1 724        | 24,14        |
| 1                    | Christiane Raulin   |             | PS          | 1 724        | 24,14        |
| 2                    | Jacqueline Arcanger |             | DVD         | 3 870        | 54,19        |
| 2                    | Claude Tarlevé*     |             | UDI         | 3 870        | 54,19        |
| 3                    | Gérard Frotier      |             | FN          | 1 547        | 21,66        |
| 3                    | Catherine Gatinault |             | FN          | 1 547        | 21,66        |
|                      |                     |             |             |              |              |
| Inscrits             | Inscrits            | Inscrits    | Inscrits    | 15 077       | 100,00       |
| Abstentions          | Abstentions         | Abstentions | Abstentions | 7 324        | 48,58        |
| Votants              | Votants             | Votants     | Votants     | 7 753        | 51,42        |
| Blancs               | Blancs              | Blancs      | Blancs      | 403          | 5,20         |
| Nuls                 | Nuls                | Nuls        | Nuls        | 209          | 2,70         |
| Exprimés             | Exprimés            | Exprimés    | Exprimés    | 7 141        | 92,11        |
| * conseiller sortant |                     |             |             |              |              |

### Canton d'Évron
| Candidats   | Candidats             | Partis      | Partis      | Premier tour | Premier tour | Second tour | Second tour |
| Candidats   | Candidats             | Partis      | Partis      | Voix         | %            | Voix        | %           |
| ----------- | --------------------- | ----------- | ----------- | ------------ | ------------ | ----------- | ----------- |
| 1           | Nathalie Chardron     |             | PS          | 1 436        | 18,76        |             |             |
| 1           | Jean-Luc Messague     |             | PS          | 1 436        | 18,76        |             |             |
| 2           | Joël Balandraud       |             | UDI         | 3 810        | 49,78        | 5 176       | 71,64       |
| 2           | Marie-Cécile Morice   |             | UMP         | 3 810        | 49,78        | 5 176       | 71,64       |
| 3           | Marie-France Fremeaux |             | FG          | 664          | 8,68         |             |             |
| 3           | Claude Garnier        |             | FG          | 664          | 8,68         |             |             |
| 4           | Jean-Michel Cadenas   |             | FN          | 1 744        | 22,79        | 2 049       | 28,36       |
| 4           | Denise Faure          |             | FN          | 1 744        | 22,79        | 2 049       | 28,36       |
|             |                       |             |             |              |              |             |             |
| Inscrits    | Inscrits              | Inscrits    | Inscrits    | 15 913       | 100,00       | 15 913      | 100,00      |
| Abstentions | Abstentions           | Abstentions | Abstentions | 7 795        | 48,99        | 7 801       | 49,02       |
| Votants     | Votants               | Votants     | Votants     | 8 118        | 51,01        | 8 112       | 50,98       |
| Blancs      | Blancs                | Blancs      | Blancs      | 316          | 3,89         | 666         | 8,21        |
| Nuls        | Nuls                  | Nuls        | Nuls        | 148          | 1,82         | 221         | 2,72        |
| Exprimés    | Exprimés              | Exprimés    | Exprimés    | 7 654        | 94,28        | 7 225       | 89,07       |

### Canton de Gorron
| Candidats            | Candidats                | Partis      | Partis      | Premier tour | Premier tour | Second tour | Second tour |
| Candidats            | Candidats                | Partis      | Partis      | Voix         | %            | Voix        | %           |
| -------------------- | ------------------------ | ----------- | ----------- | ------------ | ------------ | ----------- | ----------- |
| 1                    | Philippe Duchon          |             | FN          | 1 141        | 16,03        |             |             |
| 1                    | Joëlle Fournier          |             | FN          | 1 141        | 16,03        |             |             |
| 2                    | Maud Jan-Brusson         |             | FG          | 466          | 6,54         |             |             |
| 2                    | Cédric Rodary            |             | FG          | 466          | 6,54         |             |             |
| 3                    | Jean-Claude Giraud*      |             | DVD         | 1 301        | 18,27        |             |             |
| 3                    | Marie-Louise Plai        |             | DVD         | 1 301        | 18,27        |             |             |
| 4                    | Marie-Antoinette Guesdon |             | DVD         | 1 649        | 23,16        | 2 927       | 44,41       |
| 4                    | Guy Ménard*              |             | UDI         | 1 649        | 23,16        | 2 927       | 44,41       |
| 5                    | Jean-Marc Allain         |             | DVD         | 2 563        | 36           | 3 664       | 55,59       |
| 5                    | Françoise Duchemin       |             | UDI         | 2 563        | 36           | 3 664       | 55,59       |
|                      |                          |             |             |              |              |             |             |
| Inscrits             | Inscrits                 | Inscrits    | Inscrits    | 14 672       | 100,00       | 14 672      | 100,00      |
| Abstentions          | Abstentions              | Abstentions | Abstentions | 7 104        | 48,42        | 7 426       | 50,61       |
| Votants              | Votants                  | Votants     | Votants     | 7 568        | 51,58        | 7 246       | 49,39       |
| Blancs               | Blancs                   | Blancs      | Blancs      | 297          | 3,92         | 444         | 6,13        |
| Nuls                 | Nuls                     | Nuls        | Nuls        | 151          | 2            | 211         | 2,91        |
| Exprimés             | Exprimés                 | Exprimés    | Exprimés    | 7 120        | 94,08        | 6 591       | 90,96       |
| * conseiller sortant |                          |             |             |              |              |             |             |

### Canton de L'Huisserie
| Candidats            | Candidats         | Partis      | Partis      | Premier tour | Premier tour | Second tour | Second tour |
| Candidats            | Candidats         | Partis      | Partis      | Voix         | %            | Voix        | %           |
| -------------------- | ----------------- | ----------- | ----------- | ------------ | ------------ | ----------- | ----------- |
| 1                    | Christian Briand  |             | DVG         | 2 345        | 43,04        | 2 869       | 54,3        |
| 1                    | Christine Dubois  |             | DVG         | 2 345        | 43,04        | 2 869       | 54,3        |
| 2                    | Annette Chesnel   |             | DVD         | 2 000        | 36,70        | 2 415       | 45,7        |
| 2                    | Alain Guinoiseau* |             | DLF         | 2 000        | 36,70        | 2 415       | 45,7        |
| 3                    | Thierry Marcines  |             | FN          | 1 104        | 20,26        |             |             |
| 3                    | Huguette Octobre  |             | FN          | 1 104        | 20,26        |             |             |
|                      |                   |             |             |              |              |             |             |
| Inscrits             | Inscrits          | Inscrits    | Inscrits    | 11 486       | 100,00       | 11 486      | 100,00      |
| Abstentions          | Abstentions       | Abstentions | Abstentions | 5 573        | 48,52        | 5 686       | 49,5        |
| Votants              | Votants           | Votants     | Votants     | 5 913        | 51,48        | 5 800       | 50,5        |
| Blancs               | Blancs            | Blancs      | Blancs      | 332          | 5,61         | 328         | 5,66        |
| Nuls                 | Nuls              | Nuls        | Nuls        | 132          | 2,23         | 188         | 3,24        |
| Exprimés             | Exprimés          | Exprimés    | Exprimés    | 5 449        | 92,15        | 5 284       | 91,1        |
| * conseiller sortant |                   |             |             |              |              |             |             |

### Canton de Lassay-les-Châteaux
| Candidats            | Candidats             | Partis      | Partis      | Premier tour | Premier tour | Second tour | Second tour |
| Candidats            | Candidats             | Partis      | Partis      | Voix         | %            | Voix        | %           |
| -------------------- | --------------------- | ----------- | ----------- | ------------ | ------------ | ----------- | ----------- |
| 1                    | Magali d'Argentre     |             | DVD         | 1 594        | 26,65        | 2 931       | 59,27       |
| 1                    | Gérard Dujarrier      |             | DVD         | 1 594        | 26,65        | 2 931       | 59,27       |
| 2                    | Frédéric Bordelet     |             | DVD         | 657          | 10,98        |             |             |
| 2                    | Patricia Ridame       |             | DVD         | 657          | 10,98        |             |             |
| 3                    | Bernard Maurel        |             | FN          | 1 139        | 19,04        |             |             |
| 3                    | Véronique Pasquet     |             | FN          | 1 139        | 19,04        |             |             |
| 4                    | Nicole Morin          |             | MoDem       | 833          | 13,93        |             |             |
| 4                    | Pierrick Tranchevent  |             | MoDem       | 833          | 13,93        |             |             |
| 5                    | Jean-Michel Crinière* |             | DVD         | 1 145        | 19,14        | 2 014       | 40,73       |
| 5                    | Carine Morel          |             | DVD         | 1 145        | 19,14        | 2 014       | 40,73       |
| 6                    | Josselin Chouzy       |             | DVD         | 614          | 10,26        |             |             |
| 6                    | Florence Davaine      |             | DVD         | 614          | 10,26        |             |             |
|                      |                       |             |             |              |              |             |             |
| Inscrits             | Inscrits              | Inscrits    | Inscrits    | 13 053       | 100,00       | 13 053      | 100,00      |
| Abstentions          | Abstentions           | Abstentions | Abstentions | 6 543        | 50,13        | 7 138       | 54,68       |
| Votants              | Votants               | Votants     | Votants     | 6 510        | 49,87        | 5 915       | 45,32       |
| Blancs               | Blancs                | Blancs      | Blancs      | 395          | 6,07         | 701         | 11,85       |
| Nuls                 | Nuls                  | Nuls        | Nuls        | 133          | 2,04         | 269         | 4,55        |
| Exprimés             | Exprimés              | Exprimés    | Exprimés    | 5 982        | 91,89        | 4 945       | 83,6        |
| * conseiller sortant |                       |             |             |              |              |             |             |

### Canton de Laval-1
| Candidats            | Candidats              | Partis      | Partis      | Premier tour | Premier tour | Second tour | Second tour |
| Candidats            | Candidats              | Partis      | Partis      | Voix         | %            | Voix        | %           |
| -------------------- | ---------------------- | ----------- | ----------- | ------------ | ------------ | ----------- | ----------- |
| 1                    | Jean-Christophe Boyer* |             | PS          | 2 211        | 34,24        | 2 905       | 46,52       |
| 1                    | Simone Touchard        |             | PS          | 2 211        | 34,24        | 2 905       | 46,52       |
| 2                    | Hichame Rachdia        |             | DVD         | 96           | 1,49         |             |             |
| 2                    | Imane Rachdia          |             | DVD         | 96           | 1,49         |             |             |
| 3                    | Florian Derouet        |             | FG          | 539          | 8,35         |             |             |
| 3                    | Tiphaine Leroi-Charron |             | FG          | 539          | 8,35         |             |             |
| 4                    | Xavier Dubourg         |             | UDI         | 2 569        | 39,78        | 3 339       | 53,48       |
| 4                    | Chantal Grandiere      |             | DVD         | 2 569        | 39,78        | 3 339       | 53,48       |
| 5                    | Jean Castille          |             | FN          | 1 043        | 16,15        |             |             |
| 5                    | Anne Sampy             |             | FN          | 1 043        | 16,15        |             |             |
|                      |                        |             |             |              |              |             |             |
| Inscrits             | Inscrits               | Inscrits    | Inscrits    | 13 025       | 100,00       | 13 025      | 100,00      |
| Abstentions          | Abstentions            | Abstentions | Abstentions | 6 144        | 47,17        | 6 201       | 47,61       |
| Votants              | Votants                | Votants     | Votants     | 6 881        | 52,83        | 6 824       | 52,39       |
| Blancs               | Blancs                 | Blancs      | Blancs      | 289          | 4,2          | 346         | 5,07        |
| Nuls                 | Nuls                   | Nuls        | Nuls        | 134          | 1,95         | 234         | 3,43        |
| Exprimés             | Exprimés               | Exprimés    | Exprimés    | 6 458        | 93,85        | 6 244       | 91,5        |
| * conseiller sortant |                        |             |             |              |              |             |             |

### Canton de Laval-2
| Candidats            | Candidats        | Partis      | Partis      | Premier tour | Premier tour | Second tour | Second tour |
| Candidats            | Candidats        | Partis      | Partis      | Voix         | %            | Voix        | %           |
| -------------------- | ---------------- | ----------- | ----------- | ------------ | ------------ | ----------- | ----------- |
| 1                    | Béatrice Cosmao  |             | FN          | 798          | 15,14        |             |             |
| 1                    | Éric Langlois    |             | FN          | 798          | 15,14        |             |             |
| 2                    | Gisèle Chauveau  |             | DVG         | 1 938        | 36,77        | 2 393       | 46,66       |
| 2                    | Claude Gourvil*  |             | EÉLV        | 1 938        | 36,77        | 2 393       | 46,66       |
| 3                    | Michel Maignan   |             | FG          | 385          | 7,30         |             |             |
| 3                    | Vanessa Parme    |             | FG          | 385          | 7,30         |             |             |
| 4                    | Alexandre Lanoë  |             | UMP         | 2 150        | 40,79        | 2 736       | 53,34       |
| 4                    | Béatrice Mottier |             | UDI         | 2 150        | 40,79        | 2 736       | 53,34       |
|                      |                  |             |             |              |              |             |             |
| Inscrits             | Inscrits         | Inscrits    | Inscrits    | 10 761       | 100,00       | 10 761      | 100,00      |
| Abstentions          | Abstentions      | Abstentions | Abstentions | 5 215        | 48,46        | 5 263       | 48,91       |
| Votants              | Votants          | Votants     | Votants     | 5 546        | 51,54        | 5 498       | 51,09       |
| Blancs               | Blancs           | Blancs      | Blancs      | 185          | 3,34         | 232         | 4,22        |
| Nuls                 | Nuls             | Nuls        | Nuls        | 90           | 1,62         | 137         | 2,49        |
| Exprimés             | Exprimés         | Exprimés    | Exprimés    | 5 271        | 95,04        | 5 129       | 93,29       |
| * conseiller sortant |                  |             |             |              |              |             |             |

### Canton de Laval-3
| Candidats            | Candidats             | Partis      | Partis      | Premier tour | Premier tour | Second tour | Second tour |
| Candidats            | Candidats             | Partis      | Partis      | Voix         | %            | Voix        | %           |
| -------------------- | --------------------- | ----------- | ----------- | ------------ | ------------ | ----------- | ----------- |
| 1                    | Gwendoline Galou      |             | UDI         | 1 151        | 32,26        | 1 503       | 44,14       |
| 1                    | Grégory Kudla         |             | UMP         | 1 151        | 32,26        | 1 503       | 44,14       |
| 2                    | Rachèle Avril         |             | FN          | 626          | 17,54        |             |             |
| 2                    | Jean-Christophe Gruau |             | FN          | 626          | 17,54        |             |             |
| 3                    | Guillaume Garot       |             | PS          | 1 515        | 42,46        | 1 902       | 55,86       |
| 3                    | Fabienne Germerie     |             | PS          | 1 515        | 42,46        | 1 902       | 55,86       |
| 4                    | Nicolas Chomel        |             | FG          | 276          | 7,74         |             |             |
| 4                    | Laure-Line Manier     |             | FG          | 276          | 7,74         |             |             |
|                      |                       |             |             |              |              |             |             |
| Inscrits             | Inscrits              | Inscrits    | Inscrits    | 7 721        | 100,00       | 7 721       | 100,00      |
| Abstentions          | Abstentions           | Abstentions | Abstentions | 3 952        | 51,19        | 4 067       | 52,67       |
| Votants              | Votants               | Votants     | Votants     | 3 769        | 48,81        | 3 654       | 47,33       |
| Blancs               | Blancs                | Blancs      | Blancs      | 116          | 3,08         | 149         | 4,08        |
| Nuls                 | Nuls                  | Nuls        | Nuls        | 85           | 2,26         | 100         | 2,74        |
| Exprimés             | Exprimés              | Exprimés    | Exprimés    | 3 568        | 94,67        | 3 405       | 93,19       |
| * conseiller sortant |                       |             |             |              |              |             |             |

### Canton de Loiron
| Candidats   | Candidats        | Partis      | Partis      | Premier tour | Premier tour | Second tour | Second tour |
| Candidats   | Candidats        | Partis      | Partis      | Voix         | %            | Voix        | %           |
| ----------- | ---------------- | ----------- | ----------- | ------------ | ------------ | ----------- | ----------- |
| 1           | Nicole Bouillon* |             | UMP         | 2 667        | 47,57        | 3 103       | 63,39       |
| 1           | Louis Michel     |             | UDI         | 2 667        | 47,57        | 3 103       | 63,39       |
| 2           | Guy de Bellecour |             | FN          | 1 296        | 23,12        |             |             |
| 2           | Odile Le Morvan  |             | FN          | 1 296        | 23,12        |             |             |
| 3           | Andrée Gaudoin   |             | PS          | 1 643        | 29,31        | 1 792       | 36,61       |
| 3           | Michel Rose      |             | DVG         | 1 643        | 29,31        | 1 792       | 36,61       |
|             |                  |             |             |              |              |             |             |
| Inscrits    | Inscrits         | Inscrits    | Inscrits    | 12 080       | 100,00       | 12 080      | 100,00      |
| Abstentions | Abstentions      | Abstentions | Abstentions | 6 060        | 50,17        | 6 628       | 54,87       |
| Votants     | Votants          | Votants     | Votants     | 6 020        | 49,83        | 5 452       | 45,13       |
| Blancs      | Blancs           | Blancs      | Blancs      | 253          | 4,2          | 340         | 6,24        |
| Nuls        | Nuls             | Nuls        | Nuls        | 161          | 2,67         | 217         | 3,98        |
| Exprimés    | Exprimés         | Exprimés    | Exprimés    | 5 606        | 93,12        | 4 895       | 89,78       |

### Canton de Mayenne
| Candidats            | Candidats             | Partis      | Partis      | Premier tour | Premier tour | Second tour | Second tour |
| Candidats            | Candidats             | Partis      | Partis      | Voix         | %            | Voix        | %           |
| -------------------- | --------------------- | ----------- | ----------- | ------------ | ------------ | ----------- | ----------- |
| 1                    | Geneviève Lejeune     |             | DVD         | 804          | 12,17        |             |             |
| 1                    | Christian Roger       |             | DVD         | 804          | 12,17        |             |             |
| 2                    | Michel Angot*         |             | PS          | 2 649        | 40,09        | 3 237       | 48,92       |
| 2                    | Pascaline Leblanc     |             | PS          | 2 649        | 40,09        | 3 237       | 48,92       |
| 3                    | Lauranne Foltz        |             | FG          | 330          | 4,99         |             |             |
| 3                    | Alain Jan             |             | FG          | 330          | 4,99         |             |             |
| 4                    | Annie Bell            |             | FN          | 1 096        | 16,59        |             |             |
| 4                    | Bruno de La Morinière |             | FN          | 1 096        | 16,59        |             |             |
| 5                    | Gérard Brodin         |             | UMP         | 1 728        | 26,15        | 3 380       | 51,08       |
| 5                    | Patricia Gontier      |             | UMP         | 1 728        | 26,15        | 3 380       | 51,08       |
|                      |                       |             |             |              |              |             |             |
| Inscrits             | Inscrits              | Inscrits    | Inscrits    | 13 864       | 100,00       | 13 864      | 100,00      |
| Abstentions          | Abstentions           | Abstentions | Abstentions | 6 824        | 49,22        | 6 640       | 47,89       |
| Votants              | Votants               | Votants     | Votants     | 7 040        | 50,78        | 7 224       | 52,11       |
| Blancs               | Blancs                | Blancs      | Blancs      | 257          | 3,65         | 395         | 5,47        |
| Nuls                 | Nuls                  | Nuls        | Nuls        | 176          | 2,5          | 212         | 2,93        |
| Exprimés             | Exprimés              | Exprimés    | Exprimés    | 6 607        | 93,85        | 6 617       | 91,6        |
| * conseiller sortant |                       |             |             |              |              |             |             |

### Canton de Meslay-du-Maine
| Candidats            | Candidats           | Partis      | Partis      | Premier tour | Premier tour | Second tour | Second tour |
| Candidats            | Candidats           | Partis      | Partis      | Voix         | %            | Voix        | %           |
| -------------------- | ------------------- | ----------- | ----------- | ------------ | ------------ | ----------- | ----------- |
| 1                    | Colette Debieu      |             | FG          | 457          | 6,47         |             |             |
| 1                    | Jacques Fourgeaud   |             | FG          | 457          | 6,47         |             |             |
| 2                    | Nathalie Bruneau    |             | PS          | 1 178        | 16,69        |             |             |
| 2                    | Jean-Pierre Olivier |             | PS          | 1 178        | 16,69        |             |             |
| 3                    | Norbert Bouvet*     |             | UMP         | 2 826        | 40,04        | 4 462       | 67,51       |
| 3                    | Julie Jean          |             | UMP         | 2 826        | 40,04        | 4 462       | 67,51       |
| 4                    | Joël Daniel         |             | FN          | 1 852        | 26,24        | 2 147       | 32,49       |
| 4                    | Marie-Alix Le Comte |             | FN          | 1 852        | 26,24        | 2 147       | 32,49       |
| 5                    | Pierre Cormier      |             | UDI         | 745          | 10,56        |             |             |
| 5                    | Chantal Gandon      |             | UDI         | 745          | 10,56        |             |             |
|                      |                     |             |             |              |              |             |             |
| Inscrits             | Inscrits            | Inscrits    | Inscrits    | 14 981       | 100,00       | 14 979      | 100,00      |
| Abstentions          | Abstentions         | Abstentions | Abstentions | 7 371        | 49,2         | 7 510       | 50,14       |
| Votants              | Votants             | Votants     | Votants     | 7 610        | 50,8         | 7 469       | 49,86       |
| Blancs               | Blancs              | Blancs      | Blancs      | 380          | 4,99         | 645         | 8,64        |
| Nuls                 | Nuls                | Nuls        | Nuls        | 172          | 2,26         | 215         | 2,88        |
| Exprimés             | Exprimés            | Exprimés    | Exprimés    | 7 058        | 92,75        | 6 609       | 88,49       |
| * conseiller sortant |                     |             |             |              |              |             |             |

### Canton de Saint-Berthevin
| Candidats            | Candidats         | Partis      | Partis      | Premier tour | Premier tour |
| Candidats            | Candidats         | Partis      | Partis      | Voix         | %            |
| -------------------- | ----------------- | ----------- | ----------- | ------------ | ------------ |
| 1                    | Flora Gruau       |             | DVG         | 1 643        | 26,17        |
| 1                    | Daniel Guhery     |             | PS          | 1 643        | 26,17        |
| 2                    | Aurélien Guillot  |             | FG          | 325          | 5,18         |
| 2                    | Laure Molin       |             | FG          | 325          | 5,18         |
| 3                    | Olivier Richefou* |             | UDI         | 3 385        | 53,91        |
| 3                    | Corinne Segretain |             | DVD         | 3 385        | 53,91        |
| 4                    | Jacqueline Braun  |             | FN          | 926          | 14,75        |
| 4                    | Paul Brielles     |             | FN          | 926          | 14,75        |
|                      |                   |             |             |              |              |
| Inscrits             | Inscrits          | Inscrits    | Inscrits    | 12 086       | 100,00       |
| Abstentions          | Abstentions       | Abstentions | Abstentions | 5 513        | 45,61        |
| Votants              | Votants           | Votants     | Votants     | 6 573        | 54,39        |
| Blancs               | Blancs            | Blancs      | Blancs      | 188          | 2,86         |
| Nuls                 | Nuls              | Nuls        | Nuls        | 106          | 1,61         |
| Exprimés             | Exprimés          | Exprimés    | Exprimés    | 6 279        | 95,53        |
| * conseiller sortant |                   |             |             |              |              |

### Canton de Villaines-la-Juhel
| Candidats   | Candidats            | Partis      | Partis      | Premier tour | Premier tour | Second tour | Second tour |
| Candidats   | Candidats            | Partis      | Partis      | Voix         | %            | Voix        | %           |
| ----------- | -------------------- | ----------- | ----------- | ------------ | ------------ | ----------- | ----------- |
| 1           | Lucien Belliot       |             | FG          | 380          | 6,48         |             |             |
| 1           | Françoise Garreau    |             | FG          | 380          | 6,48         |             |             |
| 2           | Isabelle Georgeon    |             | PS          | 902          | 15,39        |             |             |
| 2           | Michel Neveu         |             | PRG         | 902          | 15,39        |             |             |
| 3           | Cécile Royal         |             | FN          | 1 509        | 25,75        | 1 782       | 30,69       |
| 3           | Pierre-Antoine Simon |             | FN          | 1 509        | 25,75        | 1 782       | 30,69       |
| 4           | Christelle Auregan   |             | UMP         | 3 070        | 52,38        | 4 025       | 69,31       |
| 4           | Daniel Lenoir        |             | UMP         | 3 070        | 52,38        | 4 025       | 69,31       |
|             |                      |             |             |              |              |             |             |
| Inscrits    | Inscrits             | Inscrits    | Inscrits    | 12 581       | 100,00       | 12 585      | 100,00      |
| Abstentions | Abstentions          | Abstentions | Abstentions | 6 180        | 49,12        | 6 071       | 48,24       |
| Votants     | Votants              | Votants     | Votants     | 6 401        | 50,88        | 6 514       | 51,76       |
| Blancs      | Blancs               | Blancs      | Blancs      | 354          | 5,53         | 481         | 7,38        |
| Nuls        | Nuls                 | Nuls        | Nuls        | 186          | 2,91         | 226         | 3,47        |
| Exprimés    | Exprimés             | Exprimés    | Exprimés    | 5 861        | 91,56        | 5 807       | 89,15       |